# فرودگاه آبی دریاچه بوردیت
فرودگاه آبی دریاچه بوردیت (به انگلیسی: Burditt Lake Water Aerodrome) یک فرودگاه همگانی است که یک باند فرود آب دارد. این فرودگاه در کشور کانادا قرار دارد و در ارتفاع ۳۵۱ متری از سطح دریا واقع شده‌است.